# Montagna in Valtellina
Montagna in Valtellina é uma comuna italiana da região da Lombardia, província de Sondrio, com cerca de 2.889 habitantes. Estende-se por uma área de 48 km², tendo uma densidade populacional de 60 hab/km². Faz fronteira com Albosaggia, Caspoggio, Chiuro, Faedo Valtellino, Lanzada, Piateda, Poggiridenti, Ponte in Valtellina, Sondrio, Spriana, Torre di Santa Maria, Tresivio.

## Demografia
| Variação demográfica do município entre 1861 e 2011                               |
|                                                                                   |
| Fonte: Istituto Nazionale di Statistica (ISTAT) - Elaboração gráfica da Wikipedia |